# Добош торта
Добош торта је једна од најпознатијих торти на свету и најпознатија мађарска торта. Прави се од 6-8 танких кора, филованих чоколадним кремом са глазуром од карамеле. Иако својим обликом може да подсети, назив не носи по инструменту, већ по свом творцу Јожефу Ц. Добошу, чувеном мађарском посластичару.

## Историја
Јожеф Ц. Добош био је власник најпознатије посластичарнице у Будимпешти. Осим квалитетних слаткиша, колача и торти, продавао је и фине сиреве и вина. За собом је оставио више књига рецепата и неколико техничких изума за испомоћ у кухињи, али је захваљујући торти постао славан.
Торту је представио на Националној изложби у Будимпешти 1885. године. Међу првима су је пробали аустроугарска краљица Елизабета и њен супруг Франц Јозеф.
Тотално другачија од традиционалних торти брзо осваја срца људи и постаје позната у Европи, а након тога у целом света. Међу задивљеним, али и завидним посластичарима, настало је чак 120 рецепата, од којих се ниједан није приближио изворном рецепту.
Добош је дуго чувао тајну свог рецепта, али је као пензионер 1906. године, завештао оригинални рецепт Удружењу посластичара Будимпеште.

## Припрема
Добош торта је креирана да дуго остане свежа, укусна и погодна за транспорт у ондашњим условима без расхладних уређаја. 
Једну од специфичности добош торте су танке коре. Њих треба пећи на подмазаном и побрашњеном пек-папиру, а папир треба ставити на окренуту страну калупа за торту. За сваку корицу потребно је око три кашике теста. 
Фил је први прави чоколадни фил у историји посластичарства, и прави се од чоколаде, путера и јаја. 
Глазура од прженог шећера се не прелива директно по торти, већ на папир и засеца на парчиће како би се касније торта лакше секла, па се, кад се глазура охлади, ставља на торту. По тој чувеној глазури добош торта се и разликује од било које друге торте.